# Wieprz (rzeka)
Wieprz – rzeka w południowo-wschodniej Polsce, prawy dopływ Wisły, o długości 303 km i powierzchni dorzecza wynoszącej ponad 10 tysięcy km².

## Położenie i przebieg
Źródła rzeki znajdują się na Roztoczu Środkowym, pomiędzy miejscowościami Wieprzowe Jezioro i Wieprzów Ordynacki w pobliżu Tomaszowa Lubelskiego na wysokości 273 m n.p.m. Niedaleko źródła przebiega dział wód II rzędu, oddzielający dorzecze Wieprza od dorzecza Bugu. Źródła Huczwy, położone ok. 4 km na południowy wschód oraz Sołokii, położone ok. 4 km na południowy zachód od Wieprzowa Tarnawackiego, leżą już w dorzeczu Bugu. Ujście rzeki do Wisły znajduje się na południowy zachód od Dęblina. Cały bieg rzeki znajduje się w granicach województwa lubelskiego.
W górnym biegu rzeka przepływa przez roztoczańskie wzgórza o wysokościach względnych przekraczających często 100 metrów i nachyleniu przekraczającym 20%. Następnie wody rzeki kierują się na północ i przepływają przez Padół Zamojski. W środkowym biegu głęboko wcięta dolina Wieprza rozdziela Działy Grabowieckie od Wyniosłości Giełczewskiej. Następnie rzeka przepływa przez Obniżenie Dorohuckie, północną część Płaskowyżu Świdnickiego oraz Wysoczyznę Lubartowską, by w końcowym biegu, Pradoliną Wieprza, skierować się na zachód, w kierunku Wisły.
Zlewnia górnego i środkowego Wieprza zbudowana jest głównie z utworów kredowych, trzeciorzędowych i czwartorzędowych. Przeważają skały takie jak gezy, opoki, margle i wapienie margliste. Wśród utworów trzeciorzędowych (zwłaszcza na Roztoczu i w północno-wschodniej części Wyżyny Lubelskiej), obserwuje się piaski, piaskowce i wapienie mioceńskie. Duże powierzchnie pokryte są utworami czwartorzędowymi, zwłaszcza glinami morenowymi, piaskami, żwirami rzecznymi i fluwioglacjalnymi oraz osadami mulastymi i pylastymi. Znaczne powierzchnie w zlewni rzeki zajmują utwory lessowe.
Spadek podłużny doliny Wieprza na poszczególnych odcinkach wynosi:
- 1,24‰ pomiędzy źródłami a Zwierzyńcem,
- 0,65‰ pomiędzy Zwierzyńcem a Krasnymstawem
- 0,26‰ pomiędzy Krasnymstawem a Łęczną
- 0,34‰ pomiędzy Łęczną a Lubartowem
- 0,35‰ pomiędzy Lubartowem a ujściem

## Ekologia

### Ochrona środowiska
Rzeka przepływa przez Roztoczański Park Narodowy oraz parki krajobrazowe: Krasnobrodzki, Szczebrzeszyński, Nadwieprzański, a także miasta: Krasnobród, Zwierzyniec (zalew Rudka), Szczebrzeszyn, Krasnystaw, Łęczną, Lubartów i Dęblin.
W biegu rzeki znajduje się 5 obszarów Natura 2000: Roztocze, Ostoja Nieliska, Izbicki Przełom Wieprza, Dolina Środkowego Wieprza i Dolny Wieprz.
Wieprz płynie przez obszar słabo uprzemysłowiony, toteż poza ściekami komunalnymi odprowadzanymi z miejscowości zlokalizowanych w bezpośrednim sąsiedztwie rzeki i jej dopływów, do Wieprza trafiają zrzuty jedynie z nielicznych zakładów przemysłowych. Skład chemiczny wód Wieprza kształtują trzy główne czynniki:
- antropogeniczny - związany z gospodarką ściekami komunalnymi, wpływający dodatnio na zawartość potasu, sodu, chlorków i siarczanów.
- naturalny - związany z wietrzeniem i erozją skał znajdujących się na terenie zlewni, wpływający na zawartość wapnia, magnezu i strontu.
- antropogeniczny - związany z wykorzystywaniem przez człowieka cynku i ołowiu[2].

### Flora[13]
W wodach górnego Wieprza zaobserwować można 28 gatunków makrofitów. Licznie występują przedstawiciele gatunków to: mozga trzcinowata, psianka słodkogórz, gałęzatka, jeżogłówek, moczarka kanadyjska i rdest plamisty. 

### Fauna
Górny odcinek rzeki Wieprz stanowi krainę pstrąga i lipienia. Fragment między Krasnobrodem a Szczebrzeszynem znajduje się w wykazie wód górskich PZW. Występują tu również raki. Ostoja Nieliska stanowi siedlisko znacznej liczby gatunków ptaków, wśród których najliczniej występujące to: krzyżówka, batalion, świstun, cyranka, łyska, żuraw zwyczajny, łabędź niemy. Można zaobserwować również ptaki rzadko występujące na terenie kraju takie jak orlik krzykliwy, puchacz, czy bielik.

## Gospodarka i turystyka
Wieprz jest połączony z Krzną przez najdłuższy w Polsce kanał melioracyjny Wieprz-Krzna. Na żadnym odcinku rzeki nie wyznaczono śródlądowej drogi wodnej.
Na wielu odcinkach rzeki znajdują się liczne wypożyczalnie kajaków. Do turystyki kajakowej najlepiej nadają się wody Wieprza położone poniżej miejscowości Hutki. Odcinek rzeki przebiegający przez Roztoczański Park Narodowy jest wyłączony z tego typu aktywności, zgodnie z regulaminem Parku. Rzeka na całej długości meandruje; występują nieliczne przenoski i sztuczne przeszkody. W Krasnymstawie znajduje się przystań kajakowa z zatoką, slipem, schodami i murem oporowym
W Krasnobrodzie zlokalizowany jest zalew o powierzchni 17 ha i maksymalnej głębokości 2,5 m. Sztuczny zbiornik wodny znajduje się również w Zwierzyńcu. Na obu akwenach wyznaczone są kąpieliska oraz dostępna jest infrastruktura turystyczna. Na rzece zlokalizowany jest również sztuczne jezioro w Nieliszu, zasilane przez rzekę Pór.
W dolinie rzeki znajduje się Zagroda Guciów uznana przez National Geographic Traveler za jeden z 7 nowych cudów Polski. Z rzeką związane są liczne piesze szlaki i ścieżki turystyczne, w szczególności na odcinku roztoczańskim, ale także w dolnym biegu rzeki. W dolinie rzeki istnieją również trasy rowerowe, takie jak siedemnastokilometrowy Szlak rowerowy Nad Wieprzem oraz najdłuższy w Polsce szlak rowerowy - Green Velo przebiegający doliną Wieprza na odcinku od Zwierzyńca do Krasnegostawu.
Wzdłuż rzeki powstają liczne miejsca wypoczynku, często o charakterze tymczasowym. Ich liczba stale rośnie, jednak lokalizacja jest zmienna i uzależniona od wielu czynników – zarówno naturalnych, jak i społecznych.

## Historia
Podczas wojny polsko-bolszewickiej, latem 1920 roku, Wojsko Polskie znajdowało się w odwrocie po wyprawie kijowskiej. Armia sowiecka podchodziła w okolice Warszawy. Dowództwo Wojska Polskiego podjęło decyzję o kontrnatarciu. Tadeusz Rozwadowski skupił w okolicach Dęblina nad rzeką znaczne zgrupowanie wojsk. Do przeprowadzenia uderzenia na pozycje bolszewickie zgromadzono niemal pięćdziesiąt tysięcy żołnierzy wspieranych przez karabiny maszynowe i artylerię. Naprzeciw stało zaledwie 11 tysięcy żołnierzy Grupy Mozyrskiej. 16 sierpnia polskie wojska zaatakowały. Manewr zakończył się bardzo szybkim sukcesem i już pierwszego dnia polskie siły kontrolowały obszar od Garwolina aż po Włodawę. Kolejnego dnia dokonano natarcia w kierunku Mińska Mazowieckiego siłami wzmocnionymi o pięć sekcji czołgów, dziesięć samolotów i trzy pociągi pancerne. Bolszewicy zostali wyparci aż do Bugu.
We wrześniu 1939 rozegrała się nad Wieprzem druga po bitwie nad Bzurą największa batalia kampanii wrześniowej – kilkudniowe walki pod Tomaszowem (okolice Tarnawatki, Zielonego i Krasnobrodu).